# Hanshin Tigers
A Hanshin Tigers (japánul: 阪神タイガース) japán baseballcsapat, székhelyük a Hjógo prefektúrabeli Nisinomija. A Nippon Professional Baseballban, a Központi Ligában játszanak. A csapatot 1935-ben alapították Nisinomijában, és azóta is itt játszanak.

## Visszavont mezszámok
- 10 Fumio Fujimura, második baseman, menedzser. Visszavonva: 1958.
- 11 Minoru Murayama, dobó, menedzser. Visszavonva: 1972.
- 23 Yoshio Yoshida, shortstop, menedzser. Visszavonva: 1987.

## Érdekességek
- A Yomiuri Giants és a Hanshin Tigers közötti rivalizálás a legrégebbi a japán baseballban.